# 손지애
손지애(1963년 5월 4일 ~ )는 대한민국의 방송 기자로 이화여고를 졸업하고 이화여자대학교에서 정치외교학을 전공하였다. 연세대학교 언론홍보대학원에서 저널리점을 전공하였으며 1992년 YTN 서울사무소 취재기자를 시작으로 1995년부터 2009년까지 한국국제방송교류재단 서울지국장, 2010년에는 서울 G20 준비위원회 대변인, 2010년 7월부터 청와대 해외홍보비서관으로 활동하였다. 2011년 8월 1일에 국제방송교류재단 사장에 임명되었다.

## 참고 자료
- 네이버 인물 정보 - 손지애[깨진 링크(과거 내용 찾기)]